# Deipyrodes
Deipyrodes is een geslacht van kevers uit de familie van de loopkevers (Carabidae). De wetenschappelijke naam van het geslacht is voor het eerst geldig gepubliceerd in 2002 door Bousquet.

## Soorten
Het geslacht Deipyrodes omvat de volgende soorten:
- Deipyrodes inops Baehr, 2005
- Deipyrodes palustris (Sloane, 1910)